# Пиједра Горда (Порторико)
Пиједра Горда (шп. Piedra Gorda) град је у америчкој острвској територији Порторико, острвској држави Кариба.

## Демографија
По попису из 2010. године број становника је 1.937, што је 10 (0,5%) становника више него 2000. године.
| Група             | 2000.         | 2010.         |
| Белци             | 14 (0,7%)     | 6 (0,3%)      |
| Афроамериканци    | 53 (2,8%)     | 107 (5,5%)    |
| Азијати           | 4 (0,2%)      | 3 (0,2%)      |
| Хиспаноамериканци | 1.913 (99,3%) | 1.931 (99,7%) |
| Укупно            | 1.927         | 1.937         |